# Julia Frances Smith
Julia Frances Smith (Vielehr) (Denton (Texas), 25 januari 1911 – New York, 27 april 1989) was een Amerikaans componiste, pianiste, saxofonist, auteur en advocaat voor vrouwelijke componisten. 

## Levensloop
Smith was een dochter van James Willis Smith en Julia Miller Smith, die ook beide muzikaal waren en het talent van hun dochter van begin aan steunden. De eerste muzieklessen kreeg zij van Harold von Mickwitz aan het Institute of Musical Art in Dallas (Texas). In 1919 speelde zij saxofoon in de Normal College Band. Smith studeerde aan het voormalige North Texas State Teachers College nu: Universiteit van Noord-Texas in Denton (Texas), waar zij in 1930 ook haar Bachelor of Music behaalde. Aansluitend ging zij naar New York en studeerde van 1932 tot 1939 aan de Juilliard Graduate School en behaalde een diploma in piano en compositie. Daarnaast studeerde zij aan de Universiteit van New York in New York en behaalde in 1933 haar Master of Art en promoveerde in 1952 aan hetzelfde instituut tot Ph.D. (Philosophiæ Doctor) met een dissertatie Aaron Copland: His Work and Contribution to American Music (New York, 1955). Nadat zij haar Master of Art behaald had, studeerde zij opnieuw compositie aan de Juilliard School of Music, onder andere bij Rubin Goldmark en bij Frederick Jacobi. 
Vanaf 1935 leerde zij muziek. Allereerst aan de Hamlin School in New Jersey. Van 1940 tot 1942 aan de Juilliard School of Music in New York. In 1941 stichtte zij aan het Hartt College of Music in Hartford (Connecticut) de afdeling voor muziek-pedagogiek. Vanzelfsprekend was zij natuurlijk hoofd van deze afdeling en bleef in deze functie tot 1946. Van 1944 tot 1946 doceerde zij ook aan het Teachers College of Connecticut. 
Van 1932 tot 1942 was zij pianiste in het Orchestrette Classique of New York, een vrouwelijk orkest, dat opgericht werd door Frederique Petrides. Door dit ensemble gingen verschillende werken van Julia Frances Smith in première. 
Op 23 april 1938 huwde zij met Oscar A. Vielehr.
Als componiste schreef zij voor alle genres. In tegenstelling tot andere vroegere componiste werden ook haar grotere werken een succes en door orkesten uitgevoerd. Vele van haar werken zijn beïnvloed van de folkmelodieën en dansidiomen. Zij was voorzitter van American Women Composers en de National Federation of Music Clubs (NFMC) Women Committee van 1970 tot 1979.

## Composities

### Werken voor orkest
- 1935 American Dance Suite (gepubliceerd door Presser Rental, 1960)
- 1937 Episodic Suite
- 1937 Waltz for "Little Lulu" uit de Episodic Suite
- 1938 rev 1973 Concert in e mineur, voor piano en orkest
- 1942 Hellenic Suite
- 1948 Folkways Symphony
- 1965 Remember the Alamo! (voor de inauguratie van Lyndon B. Johnson tot President van de Verenigde Staten)
- American Folk Rhapsody n°2
- Invocation

### Werken voor harmonieorkest
- 1918 Allegiance
- 1965 Remember the Alamo, symfonisch gedicht (samen met: Cecile Vashaw) - opgedragen aan President Lyndon B. Johnson
- Our Heritage, voor gemengd koor en harmonieorkest

### Muziektheater

#### Opera's
| Voltooid in                | titel                                 | aktes  | première                                                       | libretto                                                                                            |
| -------------------------- | ------------------------------------- | ------ | -------------------------------------------------------------- | --------------------------------------------------------------------------------------------------- |
| 1934, rev. 1945, rev. 1977 | Cynthia Parker                        |        | 16 februari 1940, Denton (Texas), Universiteit van Noord-Texas | |
| 1943                       | The Stranger of Manzano               |        | 6 mei 1947, Dallas (Texas)                                     | |
| 1946-1947                  | The Gooseherd and the Goblin          |        | 22 februari 1947, New York                                     | |
| 1954                       | Cockcrow                              | 1 akte | 22 april 1954, Austin (Texas)                                  | C. D. Mackay                                                                                        |
| 1963                       | The Shepherdess and the Chimney Sweep |        | 28 december 1967, Fort Worth                                   | |
| 1973                       | Daisy                                 |        | 3 november 1973, Miami                                         | gebaseerd op het leven van Juliette Gordon Low, oprichter van de Girl Scouts in de Verenigde Staten |

### Vocale muziek
- 1918 Allegiance (Patriotic Song), voor zangstemmen

### Werken voor koren
- 1922 Glory to the Green Alma mater van de Universiteit van Noord-Texas in Denton (Texas) - tekst: Charles Langford

### Kamermuziek
- Strijkkwartet
- Trio-Cornwall, voor viool, cello en piano

### Werken voor orgel
- Prelude in Des-groot

### Werken voor piano
- 1949 Characteristic suite, voor piano
  1. Canon
  2. Waltz
  3. Passacaglia
  4. March
  5. Toccata
- 1938-1957 American Dance Suite, voor twee piano's achthandig
  1. One Morning in May
  2. Lost My Partner
  3. Negro Lullaby
  4. Chicken Reel
- Five Pieces, voor piano

## Publicaties
- Directory of American Women Composers, Chicago, 1970, 51 p.
- Master Pianist: The Career and Teaching of Carl Friedberg (1872-1955), New York, Philosophical Library, 1963, 183 p.
- Edward Lockspeiser: Aaron Copland. His Work and Contribution to American Music by Julia Smith, in: The Musical Times, Vol. 97, No. 1357 (Mar., 1956), pp. 135-136
- Aaron Copland: His Work and Contribution to American Music, New York, 1955